# Laurence Cousin
Laurence Cousin Fouillat, née le 7 août 1981, est une grappleuse française.
Elle se distingue en 2007 en devenant la première personne européenne à remporter les championnats du monde de jiu-jitsu brésilien,.

## Titres
- 2007 :  championne du monde de jiu-jitsu brésilien[3]
- 2009 : ADCC European Trials[4]
- 2021 : finaliste des championnats du monde de jiu-jitsu brésilien (défaite contre Amal Amjahid)[5]
- 2022 : médaillée de bronze en individuel et médaillée d'or par équipes aux Jeux mondiaux de 2022